# El asesino (película de 2023)
El asesino (en inglés: The Killer) es una película estadounidense de acción y suspenso psicológico de 2023 dirigida por David Fincher a partir de un guion de Andrew Kevin Walker. Está basada en la serie de novelas gráficas francesas del mismo nombre de Alexis Nolent e ilustrada por Luc Jacamon. La película está protagonizada por Michael Fassbender, Charles Parnell, Arliss Howard, Sophie Charlotte y Tilda Swinton.
La cinta fue seleccionada para competir por el León de Oro a la mejor película en el Festival de Cine de Venecia de 2023.

## Reparto
- Michael Fassbender como Christian / El asesino
- Charles Parnell como Hodges, el abogado.
- Arliss Howard como Claybourne, el cliente.
- Sophie Charlotte como Magdala
- Tilda Swinton como la experta
- Gabriel Polanco como Leo, el taxista.
- Sala Baker como el bruto
- Kerry O'Malley como Dolores
- Emiliano Pernía como Marcus, el hermano de Magdala
- Monique Ganderton como la dominatrix
- Daran Norris como el empleado del Deep South Lounge

## Producción

### Desarrollo
En noviembre de 2007, se informó que David Fincher dirigiría una adaptación del cómic francés de Matz The Killer, y que Allesandro Camon escribiría el guion, con la compañía de Brad Pitt Plan B Entertainment produciendo y Paramount Pictures distribuyendo la cinta. Para febrero de 2021, Fincher había llevado el proyecto a Netflix, donde había firmado un acuerdo general, con Andrew Kevin Walker ahora escribiendo el guion.

## Recepción
The Killer recibió en general reseñas positivas de parte de la crítica y la audiencia. En el sitio web especializado Rotten Tomatoes la película posee una aprobación de 85%, basada en 244 reseñas, con una calificación de 7.4/10, y con un consenso crítico que dice: "The Killer encuentra al director David Fincher en pie firme con un thriller elegante y atractivo que resulta ser la combinación perfecta para el protagonista Michael Fassbender". De parte de la audiencia tiene una aprobación de 59%, basada en más de 1000 votos, con una calificación de 3.3/5.
El sitio web Metacritic le dio a la película una puntuación de 73 sobre 100, basada en 58 reseñas, indicando "reseñas generalmente favorables". En el sitio IMDb los usuarios le asignaron una calificación de 6.9/10, sobre la base de más de 92 000 votos, mientras que en la página web FilmAffinity la cinta tiene una calificación de 6.4/10, basada en 8549 votos.